# Anthony DeAngelo
Anthony „Tony“ DeAngelo (* 24. Oktober 1995 in Sewell, New Jersey) ist ein US-amerikanischer Eishockeyspieler, der seit Januar 2025 bei den New York Islanders aus der National Hockey League (NHL) unter Vertrag steht und dort auf der Position des Verteidigers spielt. Zuvor war DeAngelo bereits für die Organisationen der Arizona Coyotes, New York Rangers, Carolina Hurricanes und Philadelphia Flyers in der NHL aktiv, nachdem er im NHL Entry Draft 2014 von den Tampa Bay Lightning ausgewählt worden war.

## Karriere
DeAngelo spielte während seiner Juniorenzeit zunächst zwischen 2010 und 2011 für die Cedar Rapids RoughRiders in der United States Hockey League. Anschließend zog es den offensiv ausgerichteten Verteidiger in die Ontario Hockey League, wo er bis zum Januar 2015 für die Sarnia Sting auflief. Im Verlauf der Saison 2014/15 wechselte er zum Ligakonkurrenten Sault Ste. Marie Greyhounds. DeAngelo schloss während der vier Jahre in der OHL die Spielzeiten 2012/13, 2013/14 und 2014/15 jeweils als Verteidiger mit den meisten Torvorlagen ab. Dazu gesellten sich in den Spieljahren 2013/14 auch die meisten Scorerpunkte. Dies gelang ihm ebenso in der Saison 2014/15, wie auch die meisten Tore. Zudem gewann er die Max Kaminsky Trophy und die Auszeichnung zum CHL Defenceman of the Year.
Nachdem DeAngelo bereits im NHL Entry Draft 2014 in der ersten Runde an 19. Stelle von den Tampa Bay Lightning ausgewählt worden war und diese ihn bereits im Dezember 2014 unter Vertrag genommen hatten, wechselte der Abwehrspieler zur Saison 2015/16 ins Profilager zu den Syracuse Crunch. Diese fungierten als Farmteam Tampas in der American Hockey League. DeAngelo absolvierte im Saisonverlauf 69 Spiele für die Crunch und sammelte dabei 43 Scorerpunkte. Im Juni 2016 wurde der US-Amerikaner zu den Arizona Coyotes transferiert, die im Gegenzug ein Zweitrunden-Wahlrecht im NHL Entry Draft 2016 an die Lightning abgaben. Auch die Coyotes stellten den Verteidiger zu Beginn der Spielzeit 2016/17 zunächst in die AHL zu den Tucson Roadrunners ab. Im November wurde er jedoch das erste Mal in den NHL-Kader Arizonas berufen und erzielte bei seinem Debüt zugleich seinen ersten Treffer.
Im Juni 2017 wurde DeAngelo samt einem Erstrunden-Wahlrecht für den NHL Entry Draft 2017 an die New York Rangers abgegeben, die im Gegenzug Derek Stepan und Antti Raanta nach Arizona schickten. Bei den Rangers kam er in der Saison 2018/19 erstmals ausschließlich in der NHL zum Einsatz und verzeichnete dabei 30 Scorerpunkte in 61 Spielen. Diese Leistung steigerte er im Folgejahr deutlich auf 53 Punkte aus 68 Partien, wodurch er sich unter den fünf offensivstärksten Abwehrspielern der Liga platzierte. Anschließend erhielt er im Oktober 2020 einen neuen Zweijahresvertrag in New York, der ihm ein durchschnittliches Jahresgehalt von 4,8 Millionen US-Dollar einbringen sollte. Im Verlauf der Saison 2020/21 führten Undiszipliniertheiten und Unsportlichkeiten dazu, dass DeAngelo lediglich sechs Spiele bestritt und aus dem Team entfernt wurde. Nach der Spielzeit wurde der Vertrag frühzeitig aufgelöst (buy-out), woraufhin sich DeAngelo als Free Agent für zunächst eine Spielzeit den Carolina Hurricanes anschloss.
Kurz vor dem Auslaufen des Vertrags wurden die Verhandlungsrechte mit dem US-Amerikaner, der im Saisonverlauf 51 Scorerpunkte gesammelt hatte, Anfang Juli – wenige Tage vor dem NHL Entry Draft 2022 – gemeinsam mit einem Siebtrunden-Wahlrecht im selben Draft an die Philadelphia Flyers abgegeben. Im Gegenzug erhielt Carolina ein Viertrunden-Wahlrecht im NHL Entry Draft 2022 sowie ein Drittrunden-Wahlrecht im NHL Entry Draft 2023 und ein Zweitrunden-Wahlrecht im NHL Entry Draft 2024. Daraufhin erhielt DeAngelo einen neuen Vertrag über zwei Jahre bei den Flyers. Bereits nach einem Jahr jedoch wurde sein Engagement in Philadelphia im Juli 2023 erneut durch ein buy-out aufgelöst, wobei er der erste Spieler in der NHL-Historie wurde, dessen Vertrag mehr als einmal frühzeitig ausbezahlt wurde. DeAngelo kehrte daraufhin Ende desselben Monats auf Basis eines Einjahresvertrags zu den Carolina Hurricanes zurück.
Nach dem Ende des Arbeitsverhältnisses mit den Hurricanes fand der US-Amerikaner im September 2024 im SKA Sankt Petersburg aus der Kontinentalen Hockey-Liga (KHL) einen neuen Arbeitgeber für die Saison 2024/25. Der Vertrag wurde jedoch Mitte Januar 2025 in beiderseitigem Einvernehmen aufgelöst, obwohl DeAngelo zu diesem Zeitpunkt bereits 32 Scorerpunkte in 34 Spielen gesammelt hatte. Er kehrte daraufhin aus familiären Gründen nach Nordamerika zurück und unterzeichnete noch im selben Monat einen Vertrag bei den New York Islanders aus der NHL.

### International
Für sein Heimatland stand DeAngelo beim Ivan Hlinka Memorial Tournament 2012 und der U20-Junioren-Weltmeisterschaft 2015 in Kanada auf dem Eis. Dabei konnte er bei beiden Wettbewerben keinen Medaillengewinn verbuchen. Im Rahmen des Ivan Hlinka Memorial Tournaments erreichte er in vier Einsätzen sechs Torvorlagen. Bei der U20-WM konnte der Verteidiger in fünf Turniereinsätzen zwei Tore und eine Vorlage zum Erreichen des fünften Platzes beisteuern.

## Erfolge und Auszeichnungen
- 2014 Teilnahme am CHL Top Prospects Game
- 2015 Max Kaminsky Trophy
- 2015 OHL First All-Star Team
- 2015 CHL Defenceman of the Year

## Karrierestatistik
Stand: Ende der Saison 2024/25

### International
Vertrat die USA bei:
- Ivan Hlinka Memorial Tournament 2012
- U20-Junioren-Weltmeisterschaft 2015

(Legende zur Spielerstatistik: Sp oder GP = absolvierte Spiele; T oder G = erzielte Tore; V oder A = erzielte Assists; Pkt oder Pts = erzielte Scorerpunkte; SM oder PIM = erhaltene Strafminuten; +/− = Plus/Minus-Bilanz; PP = erzielte Überzahltore; SH = erzielte Unterzahltore; GW = erzielte Siegtore; 1 Play-downs/Relegation; Kursiv: Statistik nicht vollständig)